# Primera División (Venezuela) 2006/07
Die Primera División 2006/07 war die 87. Spielzeit der höchsten venezolanischen Spielklasse im Fußball der Männer. Meister wurde zum neunten Mal der FC Caracas.

## Apertura
| Pl. | Verein                | Sp. | S  | U | N  | Tore    | Diff. | Punkte |
| --- | --------------------- | --- | -- | - | -- | ------- | ----- | ------ |
| 1.  | FC Caracas            | 18  | 10 | 6 | 2  | 027:120 | +15   | 36     |
| 2.  | UA Maracaibo          | 18  | 10 | 6 | 2  | 028:170 | +11   | 36     |
| 3.  | AC Mineros de Guayana | 18  | 7  | 6 | 5  | 027:240 | +3    | 27     |
| 4.  | Deportivo Táchira FC  | 18  | 6  | 7 | 5  | 022:190 | +3    | 25     |
| 5.  | Zamora FC             | 18  | 5  | 8 | 5  | 024:220 | +2    | 23     |
| 6.  | Portuguesa FC         | 18  | 5  | 8 | 5  | 023:230 | ±0    | 23     |
| 7.  | Carabobo FC           | 18  | 4  | 9 | 5  | 017:220 | −5    | 21     |
| 8.  | Aragua FC             | 18  | 4  | 7 | 7  | 021:240 | −3    | 19     |
| 9.  | Trujillanos FC        | 18  | 3  | 5 | 10 | 021:310 | −10   | 14     |
| 10. | Monagas SC            | 18  | 1  | 8 | 9  | 014:300 | −16   | 11     |

### Torschützen
| Pl. | Spieler           | Mannschaft            | Tore |
| --- | ----------------- | --------------------- | ---- |
| 1   | Robinson Rentería | Trujillanos FC        | 11   |
| 2   | Wilson Carpintero | FC Caracas            | 9    |
| 2   | Juan García       | AC Mineros de Guayana | 9    |
| 4   | Brian Fuentes     | Zamora FC             | 7    |
| 5   | Pedro Lucena      | Portuguesa FC         | 6    |

## Clausura
| Pl. | Verein                | Sp. | S | U  | N | Tore    | Diff. | Punkte |
| --- | --------------------- | --- | - | -- | - | ------- | ----- | ------ |
| 1.  | UA Maracaibo          | 18  | 9 | 5  | 4 | 028:190 | +9    | 32     |
| 2.  | FC Caracas            | 18  | 8 | 8  | 2 | 025:160 | +9    | 32     |
| 3.  | AC Mineros de Guayana | 18  | 7 | 6  | 5 | 026:240 | +2    | 27     |
| 4.  | Zamora FC             | 18  | 7 | 5  | 6 | 024:160 | +8    | 26     |
| 5.  | Carabobo FC           | 18  | 6 | 7  | 5 | 017:150 | +2    | 25     |
| 6.  | Monagas SC            | 18  | 5 | 6  | 7 | 013:210 | −8    | 21     |
| 7.  | Aragua FC             | 18  | 4 | 8  | 6 | 019:220 | −3    | 20     |
| 8.  | Deportivo Táchira FC  | 18  | 3 | 10 | 5 | 022:250 | −3    | 19     |
| 9.  | Portuguesa FC         | 18  | 5 | 4  | 9 | 019:260 | −7    | 19     |
| 10. | Trujillanos FC        | 18  | 4 | 5  | 9 | 020:270 | −7    | 17     |

### Torschützen
| Pl. | Spieler           | Mannschaft     | Tore |
| --- | ----------------- | -------------- | ---- |
| 1   | Alex Sinisterra   | Zamora FC      | 11   |
| 2   | Robinson Rentería | Trujillanos FC | 8    |
| 3   | Daniel Arismendi  | UA Maracaibo   | 6    |
| 3   | Leonardo Rocha    | Portuguesa FC  | 6    |
| 3   | Iván Velásquez    | FC Caracas     | 6    |
| 3   | Daniel Delfino    | Carabobo FC    | 6    |

## Meisterschaftsplayoff
FC Caracas gewann die Apertura und UA Maracaibo die Clausura. Sie spielten in einem Finale den venezolanischen Meister aus.
| Datum        |              | Ergebnis |              | Stadion                         |
| ------------ | ------------ | -------- | ------------ | ------------------------------- |
| 6. Mai 2007  | UA Maracaibo | 0:1      | FC Caracas   | Estadio José Encarnación Romero |
| 13. Mai 2007 | FC Caracas   | 0:0      | UA Maracaibo | Estadio Brígido Iriarte         |
| Gesamt:      | UA Maracaibo | 0:1      | FC Caracas   |                                 |

| Meister der Primera División 2006/07 |
| ------------------------------------ |
| FC Caracas 9. Meisterschaft          |

## Gesamttabelle
| Pl. | Verein                | Sp. | S  | U  | N  | Tore    | Diff. | Punkte |
| --- | --------------------- | --- | -- | -- | -- | ------- | ----- | ------ |
| 1.  | FC Caracas            | 36  | 18 | 14 | 4  | 052:280 | +24   | 68     |
| 2.  | UA Maracaibo          | 36  | 19 | 11 | 6  | 056:360 | +20   | 68     |
| 3.  | AC Mineros de Guayana | 36  | 14 | 12 | 10 | 053:480 | +5    | 54     |
| 4.  | Zamora FC             | 36  | 12 | 13 | 11 | 048:400 | +8    | 49     |
| 5.  | Carabobo FC           | 36  | 10 | 16 | 10 | 034:370 | −3    | 46     |
| 6.  | Deportivo Táchira FC  | 36  | 9  | 17 | 10 | 044:440 | ±0    | 44     |
| 7.  | Portuguesa FC         | 36  | 10 | 12 | 14 | 042:490 | −7    | 42     |
| 8.  | Aragua FC             | 36  | 8  | 15 | 13 | 040:460 | −6    | 39     |
| 9.  | Monagas SC            | 36  | 6  | 14 | 16 | 027:510 | −24   | 32     |
| 10. | Trujillanos FC        | 36  | 7  | 10 | 19 | 041:580 | −17   | 31     |